# Luc Durand (Schauspieler)
Luc Durand (* 14. September 1935 in Montreal; † 3. Juli 2000 ebenda) war ein kanadischer Schauspieler, Regisseur und Autor.

## Leben
Durand trat zum ersten Mal achtjährig mit der Schauspieltruppe seines Vaters Donat Durand auf. 1955 tourte er mit dem Wandertheater la Roulotte von Paul Buissonneau und hatte dann Auftritte am Théâtre de Quat'Sous. Beim Fernsehen debütierte er in den 1960er Jahren in Kindersendungen. In der Serie Les Croquignoles (1963–67) spielte er den Gobelet, in La Boîte à Surprise den Biscuit. Für die Serie Sol et Gobelet (1968–71), in der beide das titelgebende Clownduo spielten, schrieb er mit Marc Favreau auch das Drehbuch. Weiterhin trat er auch in Fernsehserien wie Du tac au tac, Alexandre et le Roi und Jeux de société et Virginie auf und moderierte die Wissenschaftssendung Atome et Galaxies.
Als Theaterschauspieler war Durand vor allem mit den großen Rollen Molières erfolgreich. Er trat auch in Stücken Ruzantes, Carlo Goldonis, Luigi Pirandellos, Samuel Becketts, Eugène Ionescos, Murray Schisgals, Peter Shaffer, Caryl Churchill und der aus Québec stammenden Autoren Michelle Allen, Normand Chaurette und Marie-Line Laplante auf. Regie führte er u. a. 1993 bei Le Dindon von George Feydeau und 1994 bei L'Avare von Molière. Letzteres wurden zu den besten Quebec-Produktionen des Jahres gekürt. Mit seinem 1958 erschienen Theaterstück Ciel et Mécanique gewann Durand sieben von elf Preisen beim Festival National de Théâtre. Er ist außerdem Autor des Solostücks Le mode d’emploi (1979).
Als Filmschauspieler wirkte Durand u. a. an Aimée Danis’ Souris, tu m'inquiètes (1973), Jacques Godbouts La Gammick (1975), Clément Perrons Partis pour la gloire (1975) und Olivier Asselins Le siège de l'âme (1997) mit. Außerdem war er Synchronsprecher für über 100 Zeichentrickfilme, Fernsehsendungen und Filme. U. a. synchronisierte er Garfield und Inspector Gadget. 
Durand ist der Vater der Schauspieler Antoine, Pascale und Émilie Durand und Bruder der Schriftstellerin Louky Bersianik. 2008 wurde ein Park im Stadtteil Rosemont-Petite-Patrie von Montreal nach ihm benannt.